# Çavdarlı, Aziziye
Çavdarlı là một xã thuộc huyện Aziziye, tỉnh Erzurum, Thổ Nhĩ Kỳ. Dân số thời điểm năm 2011 là 45 người.